# Feimaņi
Feimaņi (pol. hist. Fejmany, także Piejmani; niem. hist. Fehmen) – wieś na Łotwie, w novadsie Rzeżyca, siedziba pagastsu Feimaņi. Położona jest nad Jeziorem Fejmańskim, z którego swój początek bierze rzeka Feimanka.
Znajduje tu się przystanek kolejowy Krāce, położony na linii dawnej Kolei Warszawsko-Petersburskiej.

## Historia
Wzmiankowana po raz pierwszy w 1558 roku. Podczas robót ziemnych związanych z budową nieodległej Kolei Warszawsko-Petersburskiej znajdowano tu liczne, cenione przez archeologów przedmioty z brązu i kamienia.
W latach 1558–1715 wieś była własnością rodziny Korffów fejmańsko-puszańskich, później należała do Offenbergów, inflanckich Ryków, a po małżeństwie marszałka konfederacji księstwa inflanckiego, szambelana Felicjana Berga z dziedziczką rodziny Ryków trafiła w ręce rodu Bergów, który jednak wygasł bezpotomnie. Fejmany trafiły do Konstancji Rykówny, która zawarła związek małżeński z Józefem Szadurskim, synem Jana i kasztelanki inflanckiej Doroty z Niemirowiczów-Szczyttów. Syn Konstancji, Ignacy Szadurski, marszałek guberni witebskiej, objął dobra Fejmany po śmierci matki w latach czterdziestych XIX wieku. W 1853 roku, po śmierci Ignacego, dobra trafiły w ręce jego siostry Kazimiry, ta zaś w 1856 roku przekazała je swoim krewnym Aleksandrowi i Józefowi Szadurskim. Aleksander szybko swoją część Fejman sprzedał w 1867 roku Sieńkowowi, zaś Józef Szadurski swoją część zachował i dysponował do końca XIX wieku.
W 1751 roku staraniem Bergów, ówczesnych właścicieli Fejman, wybudowano we wsi dwuwieżowy drewniany kościół katolicki (pod wezwaniem św. Jana Chrzciciela), który zachował się do dziś. Znajduje się w nim kopia obrazu Madonny Sykstyńskiej. Kościół ten, konsekrowany w 1760 roku, stał się ważnym ogniwem krzewienia oświaty w tej części Łotwy.
W 1881 roku parafia fejmańska (obejmująca wieś i okoliczne sioła) liczyła 3014 parafian.